# Chrysso backstromi
Chrysso backstromi är en spindelart som först beskrevs av Lucien Berland 1924.  Chrysso backstromi ingår i släktet Chrysso och familjen klotspindlar.
Artens utbredningsområde är Juan Fernández-öarna. Inga underarter finns listade i Catalogue of Life.